# Alasmidonta undulata
Alasmidonta undulata är en musselart som först beskrevs av Thomas Say 1817.  Alasmidonta undulata ingår i släktet Alasmidonta och familjen målarmusslor. IUCN kategoriserar arten globalt som livskraftig. Inga underarter finns listade i Catalogue of Life.